# Carmen Phillips
Carmen Phillips (nacida como Anna Catherine Phillips; 15 de septiembre de 1888 – 14 de diciembre de 1966) fue una actriz estadounidense que trabajó durante la era del cine mudo. Apareció en 60 películas entre 1914 y 1926, interpretando principalmente papeles de "mujer fatal".

## Biography

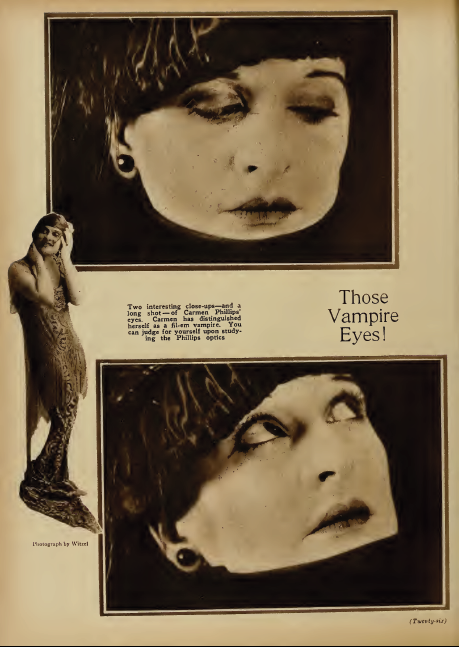
Phillips en la revista Motion Picture Classic, 1920

Phillips inició su carrera en la actuación en el teatro, principalmente en comedias musicales relacionadas con la obra de teatro Floradora Girl. Su nombre, "Carmen", proviene después de que ella había recibido un trabajo como "contratenor de ópera".
Phillips murió el 14 de diciembre de 1966 a los 78 años debido a complicaciones relacionadas con la esclerosis múltiple, está enterrada en el Live Oak Memorial Park en Monrovia, California.

## Filmografía
- The Pipes o' Pan (1914, Corto) - Caprice
- Damon and Pythias (1914) - Extra (Sin acreditar)
- Outside the Gates (1915, Corto) - Carmela - a Dancing Girl
- Under the Crescent (1915) - Princess Uarda
- The New Adventures of Terence O'Rourke (1915) - Princess Constantine
- Lord John's Journal (1915) - Jenny
- The Grey Sisterhood (1916, Corto) - Jenny
- Three Fingered Jenny (1916, Corto) - Jenny
- The League of the Future (1916)
- Forbidden Paths (1917) - Benita Ramirez
- The Planter (1917) - Minor Role
- The Sunset Trail (1917) - Camilla Aiken
- Unclaimed Goods (1918) - Idaho Ina
- Tyrant Fear (1918) - Marie Courtot
- The Velvet Hand (1918) - Countess Michhetti
- The Cabaret Girl (1918) - Dolly
- Smiles (1919) - Madame Yelba
- Whitewashed Walls (1919) - Rosa
- The Home Town Girl (1919) - Nan Powderly
- The Man Who Turned White (1919) - Fanina
- The Pagan God (1919) - Tai Chen
- For A Woman's Honor (1919) - Valeska De Marsay
- The Hawk's Trail (1919) - Mimi
- The Great Air Robbery (1919) - Viola Matthews
- The Right of Way (1920) - Paulette Du Bois
- Mrs. Temple's Telegram (1920) - Pauline
- Always Audacious (1920) - Molly the Eel
- The Hope Diamond Mystery (1921) - Wanda Atherton / Miza
- All Soul's Eve (1921) - Olivia Larkin
- Too Much Married (1921) - Mrs. William Trevor
- The Fire Eater (1921) - Marie Roselli
- The Guttersnipe (1922) - Lady Clarissa
- The Heart Specialist (1922) - Grace Fitch
- Thirty Days (1922) - Carlotta
- The Gentleman from America (1923) - The Vamp
- Ashes of Vengeance (1923) - Marie
- Hollywood (1923) - Carmen Phillips
- The Fighting Coward (1924) - México
- Fair Week (1924) - Madame Le Grande
- The Beautiful Sinner (1924) - Carmen De Santas
- A Cafe in Cairo (1924) - Gaza
- The Great Circus Mystery (1925) - Natchi
- A Six Shootin' Romance (1926) - Mrs. King